# Шер (Зигмаринген)
Шер (њем. Scheer) град је у њемачкој савезној држави Баден-Виртемберг. Једно је од 25 општинских средишта округа Зигмаринген. Према процјени из 2010. у граду је живјело 2.572 становника. Посједује регионалну шифру (AGS) 8437101, NUTS и LOCODE код.

## Географски и демографски подаци
Шер се налази у савезној држави Баден-Виртемберг у округу Зигмаринген. Град се налази на надморској висини од 577 метара. Површина општине износи 18,7 km². У самом граду је, према процјени из 2010. године, живјело 2.572 становника. Просјечна густина становништва износи 137 становника/km².